# Сельское поселение «Село Богдановы Колодези»
Се́льское поселе́ние «Село Богдановы Колодези» — муниципальное образование в Сухиничском районе Калужской области Российской Федерации.
Административный центр — село Богдановы Колодези.

## История
Статус и границы сельского поселения установлены Законом Калужской области от 1 ноября 2004 года № 369-ОЗ «Об установлении границ муниципальных образований, расположенных на территории административно-территориальных единиц "Думиничский район", "Кировский район", "Медынский район", "Перемышльский район", "Сухиничский район", "Тарусский район", "Юхновский район", и наделении их статусом городского поселения, сельского поселения, муниципального района».

## Население
| 2010 | 2012 | 2013 | 2014 | 2015 | 2016 | 2017 |
| ---- | ---- | ---- | ---- | ---- | ---- | ---- |
| 155  | ↘142 | ↘136 | ↘133 | ↗138 | ↘135 | ↘132 |
| 2018 | 2019 | 2020 | 2021 |      |      |      |
| ↗140 | ↘137 | ↘132 | ↘101 |      |      |      |

## Состав сельского поселения
| № | Населённый пункт   | Тип населённого пункта       | Население |
| - | ------------------ | ---------------------------- | --------- |
| 1 | Алешинка           | деревня                      | ↘28       |
| 2 | Богдановы Колодези | село, административный центр | ↘127      |
| 3 | Щетинино           | деревня                      | ↘0        |